# Марьевское сельское поселение (Кемеровская область)
Ма́рьевское сельское поселение — упразднённое муниципальное образование в Яйском районе Кемеровской области.
Административный центр — деревня Марьевка.

## История
Марьевское сельское поселение образовано 17 декабря 2004 года в соответствии с Законом Кемеровской области № 104-ОЗ.

## Население
| 2010 | 2011 | 2012 | 2013 | 2014 | 2015 | 2016 |
| ---- | ---- | ---- | ---- | ---- | ---- | ---- |
| 989  | ↘988 | ↘969 | ↘961 | ↘950 | ↗954 | ↘951 |
| 2017 | 2018 | 2019 |      |      |      |      |
| ↘939 | ↘916 | ↘908 |      |      |      |      |

## Состав сельского поселения
| № | Населённый пункт | Тип населённого пункта          | Население |
| - | ---------------- | ------------------------------- | --------- |
| 1 | Арышево          | деревня                         | 133       |
| 2 | Марьевка         | деревня, административный центр | 533       |
| 3 | Сергеевка        | деревня                         | 323       |

## Статистика
На территории проживает 1043 человек, из них трудоспособного населения 577.
На территории расположены: администрация поселения, одно кредитно — финансовое учреждение, три объекта культуры, четыре спортивных сооружения, пять магазинов, два медицинских учреждения, одна школа и детский сад, два отделения связи. Предприятия сельского хозяйства представлены КФХ «Юрин».